# Ахметшин, Борис Гайсеевич
Борис Гайсеевич Ахметшин (22 января 1938, д. Мусино Учалинского района БАССР — 1 июля 2024) — советский российский фольклорист, преподаватель высшей школы. Заведующий кафедрой русской филологии БашГУ (с 2022 года - Уфимский университет науки и технологий). Доктор филологических наук (1998), профессор (1998). Окончил БашГУ (1963). Один из переводчиков на русский язык башкирских преданий, легенд и богатырских сказок, включённых в свод «Башкирское народное творчество». Один из авторов энциклопедий Башкортостан: Краткая энциклопедия, Башкирская энциклопедия.

## Преподавательская деятельность
1967—1985 и с 1987 — БашГУ.
1985—1987 — преподаватель русского языка и литературы в Ханойском институте иностр языков. (Вьетнам).
Умер 1 июля 2024 года в возрасте 86 лет. 

## Награды
- Лауреат Уральской премии им. В. П. Бирюкова (1997).
- Заслуженный деятель науки РБ (2000).
- почётный работник высшего профессионального образования РФ (2001).